# Ancistrocerus capensis
Ancistrocerus capensis är en stekelart som först beskrevs av Henri Saussure 1854.  Ancistrocerus capensis ingår i släktet murargetingar, och familjen Eumenidae. Inga underarter finns listade i Catalogue of Life.